# Districte de Bardejov
El districte de Bardejov - (eslovac) Okres Bardejov - és un dels 79 districtes d'Eslovàquia. Es troba a la regió de Prešov, al nord del país. Té una superfície de 936,17 km², i el 2013 tenia 77.858 habitants. La capital és Bardejov.

## Demografia
| Godina             | 1994   | 2004   | 2014   | 2024   |
| ------------------ | ------ | ------ | ------ | ------ |
| Nombre de persones | 73.638 | 76.455 | 77.830 | 75.664 |
| Diferència         |        | +3,82% | +1,79% | −2,78% |

| Godina             | 2023   | 2024   |
| ------------------ | ------ | ------ |
| Nombre de persones | 75.547 | 75.664 |
| Diferència         |        | +0,15% |

## Llista de municipis

### Ciutats
- Bardejov

### Pobles
Abrahámovce | Andrejová | Bartošovce | Becherov | Beloveža | Bogliarka | Brezov | Brezovka | Buclovany | Cigeľka | Dubinné | Frička | Fričkovce | Gaboltov | Gerlachov | Hankovce | Harhaj | Hažlín | Hertník | Hervartov | Hrabovec | Hrabské | Hutka | Chmeľová | Janovce | Jedlinka | Kľušov | Kobyly | Kochanovce | Komárov | Koprivnica | Kožany | Krivé | Kríže | Kružlov | Kučín | Kurima | Kurov | Lascov | Lenartov | Lipová | Livov | Livovská Huta | Lopúchov | Lukavica | Lukov | Malcov | Marhaň | Mikulášová | Mokroluh | Nemcovce | Nižná Polianka | Nižná Voľa | Nižný Tvarožec | Oľšavce | Ondavka | Ortuťová | Osikov | Petrová | Poliakovce | Porúbka | Raslavice | Regetovka | Rešov | Richvald | Rokytov | Smilno | Snakov | Stebnícka Huta | Stebník | Stuľany | Sveržov | Šarišské Čierne | Šašová | Šiba | Tarnov | Tročany | Vaniškovce | Varadka | Vyšná Polianka | Vyšná Voľa | Vyšný Kručov | Vyšný Tvarožec | Zborov | Zlaté
1. 1 2  «Počet obyvateľov podľa pohlavia - obce (ročne) [om7102rr_obce=AREAS_SK]».   Statistical Office of the Slovak Republic, 31-03-2025. [Consulta: 31 març 2025].